# Cascavel de Ouro
A Cascavel de Ouro é uma prova automobilística brasileira disputada no Autódromo Internacional de Cascavel. Considerada a mais tradicional corrida do Paraná e principal corrida do Brasil na categoria Turismo, teve sua primeira edição no ano de 1967.
Em 2019, entrou para o Calendário Turístico do Paraná.

## História
A prova teve início nos primórdios da cidade. Muitos amantes do automobilismo se organizaram e deram início à corridas de rua, com caráter amador. Logo depois criaram o Automóvel Clube de Cascavel, uma associação de pilotos que profissionalizou as competições e culminou na compra de uma área de terras, onde foi construído o Autódromo. 
A primeira edição, na pista ainda de terra, atraiu competidores de todo o Brasil e foi vencida por Rodolfo Scherner e Bruno Castilho, de Laranjeiras do Sul e Curitiba, respectivamente, pilotando um Simca. O sucesso do evento garantiu outras edições.

## Características
A competição passou por  várias alterações, vários tipos de carros foram admitidos, desde monopostos, protótipos e categoria turismo. Dependendo da edição, poderia haver piloto único, duplas ou trios disputando o troféu pela equipe. Também houve mudanças constantes na duração das corridas, de duas a quatro horas.  
Também não existia regularidade de edições. Com o passar dos anos, os sócios do Automóvel Clube de Cascavel deixaram de lado o esporte, o que dificultou a manutenção do autódromo e a organização das provas. 
Em 2012 a municipalidade recebeu como doação a área da pista e, logo em seguida, reformou e ampliou o parque esportivo, anunciando o retorno da Cascavel de Ouro, que de agora em diante será disputada todos os anos. 
O maior vencedor é o piloto cascavelense Edgar Favarin, com 7 vitórias, seguido por Pedro Muffato, vencedor de 3 provas. 
Grandes nomes do automobilismo sagraram-se campeões, como David Muffato, Constantino Júnior e Nelson Piquet.

## Troféu
A competição foi batizada em alusão ao troféu dado aos vencedores de cada prova, que consiste numa cobra cascavel confeccionada em ouro puro. 

### Cascavel de Prata
A partir da edição 2020, a competição passou a contar com o Troféu Cascavel de Prata, para as divisões 3 e 4.

## Vencedores
GALERIA DE CAMPEÕES DA CASCAVEL DE OURO
- 1967 – Rodolfo Scherner/Bruno Castilho (Laranjeiras do Sul/Curitiba), Simca
- 1970 – Sérgio Valente Withers (Curitiba), Volkswagen Divisão 5
- 1971 – Pedro Muffato (Cascavel), VW Puma Spartano
- 1973 – Francisco Lameirão (São Paulo), protótipo Avallone
- 1974 – Pedro Muffato (Cascavel), protótipo Avallone
- 1975 – Pedro Muffato (Cascavel), protótipo Avallone
- 1976 – Nelson Piquet (Brasília), Super Vê
- 1980 – Marcos da Silva Ramos (Curitiba), GM Chevette
- 1982 – Aroldo Bauermann (Porto Alegre), Fórmula 2
- 1983 – Edgar Favarin (Cascavel), VW Fusca
- 1984 – Cláudio Erbano (Curitiba), VW Passat
- 1985 – Saul Mário Caús (Cascavel), GM Opala
- 1986 – Dilso Sperafico (Toledo), Hot-Fusca
- 1987 – Aloysio Ludwig Neto (Cascavel), Dodge RT
- 1988 – Ruy Chemin (Cascavel), Dodge RT
- 1989 – Marcos Corso (Curitiba), VW Passat
- 1990 – Edgar Favarin/Clênio Faust (Cascavel/Francisco Beltrão), VW Passat
- 1991 – Edgar Favarin/Milton Serralheiro (Cascavel), VW Gol
- 1992 – Constantino Júnior (Brasília), March-Honda Fórmula 3
- 1993 – Cláudio Girotto/Lourenço Barbatto (São Paulo), protótipo Aldee
- 1994 – Edgar Favarin/David Muffato/Gilson Reikdall (Cascavel/Cascavel/Curitiba), protótipo Aldee
- 1996 – Edgar Favarin/Valmor Emílio Weiss (Cascavel/Curitiba), VW Gol
- 1997 – Valmor Emílio Weiss/Antônio Espolador (Curitiba), VW Gol
- 2003 – Flávio Poersch/Aloysio Ludwig Neto (Cascavel), VW Voyage
- 2004 – David Muffato/Ruy Chemin (Cascavel), Ford Escort
- 2005 – Edgar Favarin/Flavio Poersch (Cascavel), Ford Escort
- 2012 – Paulo Bonifácio/Sérgio Jimenez (São Paulo/Piedade), Mercedes-Benz SLS AMG
- 2014 – Leandro Zandona/Daniel Kaefer (Cascavel PR ) Ford Fiesta
- 2015 – Natan Sperafico/Ricardo Sperafico (Toledo), Ford Ka
- 2016 – Odair Santos/Thiago Klein (Cascavel) -  VW Gol
- 2017 – Marcel Sedano/Walmor Weiss (PR/SC), VW Gol, Stumpf Preparações[7]
- 2018 – David Muffato, Edgar Favarin e Israel Favarin (Cascavel) , Paraguay Racing-Stumpf Preparações[8]
- 2019 – Gabriel Corrêa/Daniel Kaefer (Cascavel), Ferrari Motorsport[9]
- 2020 – Thiago Klein, Odair dos Santos e Beto Monteiro, GM Onix[10]
- 2021 – Caio Lacerda, Aldee Volkswagen, HT Guerra[11]
- 2022 – Fabrício Lançoni (Curitiba), VW Gol, Abreu Motorsport [12]
- 2023-
- 2024-Gustavo Magnabosco/Juninho Berlanda, VW Gol ,Rogers Preparações[13]

* Em 1991, a Cascavel de Ouro premiou também os vencedores de cada categoria. Além de Edgar Favarin e Milton Serralheiro, campeões na classificação geral, foram declarados vencedores Flávio Trindade/Beto Richa (Força Livre), Jair Bana (Speed Fusca), Gilnei Faoro/Dimas Moreira (Dodge) e Mauro Turcatel/André Costi Filho (Maverick).
GALERIA DE CAMPEÕES DA CASCAVEL DE PRATA
- 2020 -
- 2021 -
- 2022 -
- 2023 -
- 2024-Gustavo Magnabosco/Juninho Berlanda, VW Gol ,Rogers Preparações[13]